# بئر الاحمر
بئر الاحمر (به عربی: بئر الأحمر) یک منطقهٔ مسکونی در تونس است که در استان تطاوین واقع شده‌است. بئر الاحمر ۷٬۹۵۵ نفر جمعیت دارد.